# Leidenfrost-effekten
Leidenfrost-effekten (efter Johann Gottlob Leidenfrost) er et fysisk fænomen som opstår når en væske i nærkontakt med et varmelegeme skaber en isolerende masse, som forhindrer væsken i at fordampe. Varmelegemets temperatur skal være højere end Leidenfrostpunktet, som ligger betydeligt over væskens kogepunkt. 
Man kan iagttage effekten ved madlavning, hvis man hælder en smule vand på en meget varm kogeplade. Vands Leidenfrostpunkt er ca. 220 °C.
| Fysik | Spire Denne artikel om fysik er en spire som bør udbygges. Du er velkommen til at hjælpe Wikipedia ved at udvide den. |